# Hamptjärnen (Stigsjö socken, Ångermanland)
Hamptjärnen är en sjö i Härnösands kommun i Ångermanland och ingår i Gådeåns huvudavrinningsområde.